# Sepia novaehollandiae
Sepia novaehollandiae är en bläckfiskart som beskrevs av William Evans Hoyle 1909. Sepia novaehollandiae ingår i släktet Sepia och familjen Sepiidae. IUCN kategoriserar arten globalt som livskraftig. Inga underarter finns listade i Catalogue of Life.